# Leo (film)
Leo är en svensk dramafilm från 2007, skriven och regisserad av Josef Fares. I rollerna ses bland andra Leonard Terfelt, Shahab Salehi och Josef Fares.

## Handling
Leo firar sin 30-årsdag. Omgiven av familj och vänner skålar han för framtiden men när festen är över och Leo och hans flickvän är på väg hem så händer något som för alltid ska förändra deras liv.
Filmen utspelar sig i Stockholm och är inspirerad av en sann historia.

## Skådespelare
- Sara Edberg – Amanda
- Jan Fares – Josefs pappa
- Josef Fares – Josef
- Shahab Salehi – Shahab
- Leonard Terfelt – Leo
- Eva Fritjofson – Leos mamma

## Om filmen
Filmen är producerad av Anna Anthony på Memfis Film. Sonet Film distribuerar filmen. Den spelades in med Aril Wretblad som fotograf och klipptes av Fares med konsultation av Michael Leszczylowski. Den premiärvisades som inledningsfilm på Stockholms filmfestival den 15 november 2007 och hade biopremiär den 30 november 2007. Den utgavs på DVD den 23 april 2008.
Leonard Terfelt nominerades till en Guldbagge för bästa manliga huvudroll och Fares för bästa regi. Filmen som helhet blev nominerad till en Guldbagge för bästa film.